# Drašnice
Drašnice falu Horvátországban, Split-Dalmácia megyében. Közigazgatásilag Podgorához tartozik.

## Fekvése
Makarska központjától 12 km-re, községközpontjától 3 km-re délkeletre Közép-Dalmáciában, a Biokovo-hegység lejtői alatt a tengerparton, az Adria-parti főút mentén, a makarskai riviérán fekszik. Két fő településrésze a hegyek alatti Selo és a tengerparti Kraj.

## Története
Drašnice területe a régészeti leletek tanúsága szerint már a történelem előtti időkben is lakott volt. A térség első ismert népe az illírek egyik törzse a dalmátok voltak, akik a magaslatokon épített, jól védhető erődített településeikben laktak. A rómaiak hosszú ideig tartó harcok után csak az 1. században hódították meg ezt a vidéket. Az illírek elleni 9-ben aratott végső győzelem után békésebb idők következtek. A római uralom emlékei a település területén talált római sírkövek és szarkofágok. A római sírkövek közül néhány a Szent György templom falába van befalazva. A 7. században a horvát törzsek egyikeként a neretvánok telepedtek le a tengerpart, valamint a Cetina és Neretva folyók közti területen. Őket a 9. századtól említik a velencei források, mint olyan népet amely kalóztámadásokkal a velencei hajókat fosztogatja. 840-ben a neretvánok kenéze Diudit nagy vereséget mért a velencei flottára, majd 887-ben a közeli Makarska vizein verték meg Pietro Candiano velencei dózse hajóhadát. A horvát állam 10. századi megalapítása után a neretvánok szoros szövetségben álltak a horvát uralkodókkal. A velenceiek a szabad hajózás érdekében kénytelenek voltak adót fizetni a horvátoknak. A 11. században a neretvánok által uralt terület is a horvát-magyar királyok fennhatósága alá került. A 12. században hajóhaduk Omiš urait a Kačić nemzetséget szolgálta.
A török a 15. század végén szállta meg ezt a vidéket. Drašnice első említése 1523-ban a török uralom idején történt. Már abban az időben két nagyobb részből állt. Az egyik a közvetlenül a hegyek alatt fekvő Selo, a másik pedig a tengerparti Kraj volt. Selo a Szent György templommal valószínűleg már a középkorban kialakult. 1563-ban Drašnicére néhány keresztény család kíséretében Hercegovinából ferences atyák érkeztek,  akik később a szomszédos Živogošćén telepedtek le és a hívek lelki szolgálatát is ellátták. A térség Duare várának felszabadításával együtt 1684-ben szabadult fel végleg a több mint kétszáz éves török uralom alól. Ezután Velencei Köztársaság része lett. A török uralom végével a környező településekkel együtt újra benépesült. A lakosság főként halászattal, földműveléssel és állattartással foglalkozott, de a határhoz közeli fekvésénél fogva eleinte még gyakran kellett részt vennie a velencei-török összecsapásokban. A velencei uralomnak 1797-ben vége szakadt és osztrák csapatok vonultak be Dalmáciába. 1806-ban az osztrákokat legyőző franciák uralma alá került, de Napóleon lipcsei veresége után 1813-ban újra az osztrákoké lett. 1857-ben 514, 1910-ben 753 lakosa volt. 1918-ban az új szerb-horvát-szlovén állam, majd később Jugoszlávia része lett. A település a háború után a szocialista Jugoszláviához került. 1962-ben nagy földrengés rázta meg a vidéket, mely után Selo lakossága a biztonságosabb tengerparti Krajra települt. Az Adria-parti főút megépítése fellendítette a turistaforgalmat. 1991 óta a független Horvátországhoz tartozik. 2011-ben 339 lakosa volt, akik főként a turizmusból éltek.

## Lakosság
| Lakosság változása | Lakosság változása | Lakosság változása | Lakosság változása | Lakosság változása | Lakosság változása | Lakosság változása | Lakosság változása | Lakosság változása | Lakosság változása | Lakosság változása | Lakosság változása | Lakosság változása | Lakosság változása | Lakosság változása | Lakosság változása |
| ------------------ | ------------------ | ------------------ | ------------------ | ------------------ | ------------------ | ------------------ | ------------------ | ------------------ | ------------------ | ------------------ | ------------------ | ------------------ | ------------------ | ------------------ | ------------------ |
| 1857               | 1869               | 1880               | 1890               | 1900               | 1910               | 1921               | 1931               | 1948               | 1953               | 1961               | 1971               | 1981               | 1991               | 2001               | 2011               |
| 514                | 586                | 631                | 684                | 695                | 753                | 653                | 585                | 518                | 513                | 427                | 366                | 319                | 331                | 328                | 339                |

## Nevezetességei
- Szent György vértanú tiszteletére szentelt régi római katolikus plébániatemploma 1891-ben a Selo településrészen épült. Szépen kivitelezett egyhajós épület, homlokzata felett nagy körablakkal, legfelül két harang számára épített pengefalú harangtoronnyal. Az 1962-es földrengés súlyosan megrongálta, de szépen helyreállították. A felújítási munkák 2003-ban fejeződtek be.

- Az új Szent György plébániatemplom 1971 és 1976 között épült Ante Rožić tervei szerint. Modern betonépület mintegy tíz méteres átmérőjű, centrális alaprajzzal, csúcsíves boltozattal. A templomnak nincs harangtornya, a harang a templom déli oldalán elhelyezett vasszerkezetben található. A bejárat mindkét oldalán a régi templomból származó ornamentikát építettek be. A bejárat feletti architrávon nehezen olvasható felirat, míg a bal oldalon a „Custodi Domine Domum Tuam” (Vigyázd Uram a házadat) latin felirat olvasható. A felirat arra utal, hogy templom a régi Szent György templom alapjain épült, melyet 1523-ban egy már régóta ott álló templomként említ egy török forrás. A hagyomány szerint a 15. században építették, de egy földrengés megrongálta és a helyén 1745-ben új, barokk templomot építettek. Ez 1794-ben egy újabb földrengésben sérült meg. 1801-ben felújították, de az 1962-es földrengés földig rombolta. A helyére építették fel a mai templomot.

- A kolednik-hegyi Szent István templomot[4] 1466-ban építették a Dubrovnik irányába átutazó Stjepan Vukčić Kosača bosnyák herceg rendelkezése alapján. Erről egy a spliti régészeti múzeumban őrzött felirat emlékezik meg. A templom egyhajós épület négyszögletes külső apszissal és dongaboltozattal. A homlokzat feletti harangtoronyban egy harang található. Az oltárkép Petar Pavol Kunc alkotása 1801-ből. Főalakja már kifakult, oldalt Szent János és Szent József alakjai láthatók. A templomot az idők folyamán többször javították és bővítették, ezért nem őrizte meg az eredeti alakját. 1980-ban egy tűzvészben kiégett, azóta elhagyatva áll.

- A Szent Katalin-templom[5] Drašnice fölé épült. Egyhajós, négyszögletes apszissal rendelkező épület, amelyet a 17. században építettek a korai barokk stílusjegyeivel rendelkezik. A főhomlokzat tengelyében kőkeretes bejárati ajtó található, négyszögletes ablakokkal szegélyezve. A homlokzat tengelyében egy egyszerű kerek rozetta látható, amely fölött egy mára tönkrement harangdúc emelkedik. A templom dongaboltozata mára beomlott. Apszisa téglalap alaprajzú, boltíves, benne egyszerű falazott oltárral és monolit kő oltárlappal.